# Divadlo Alhambra (Praha)

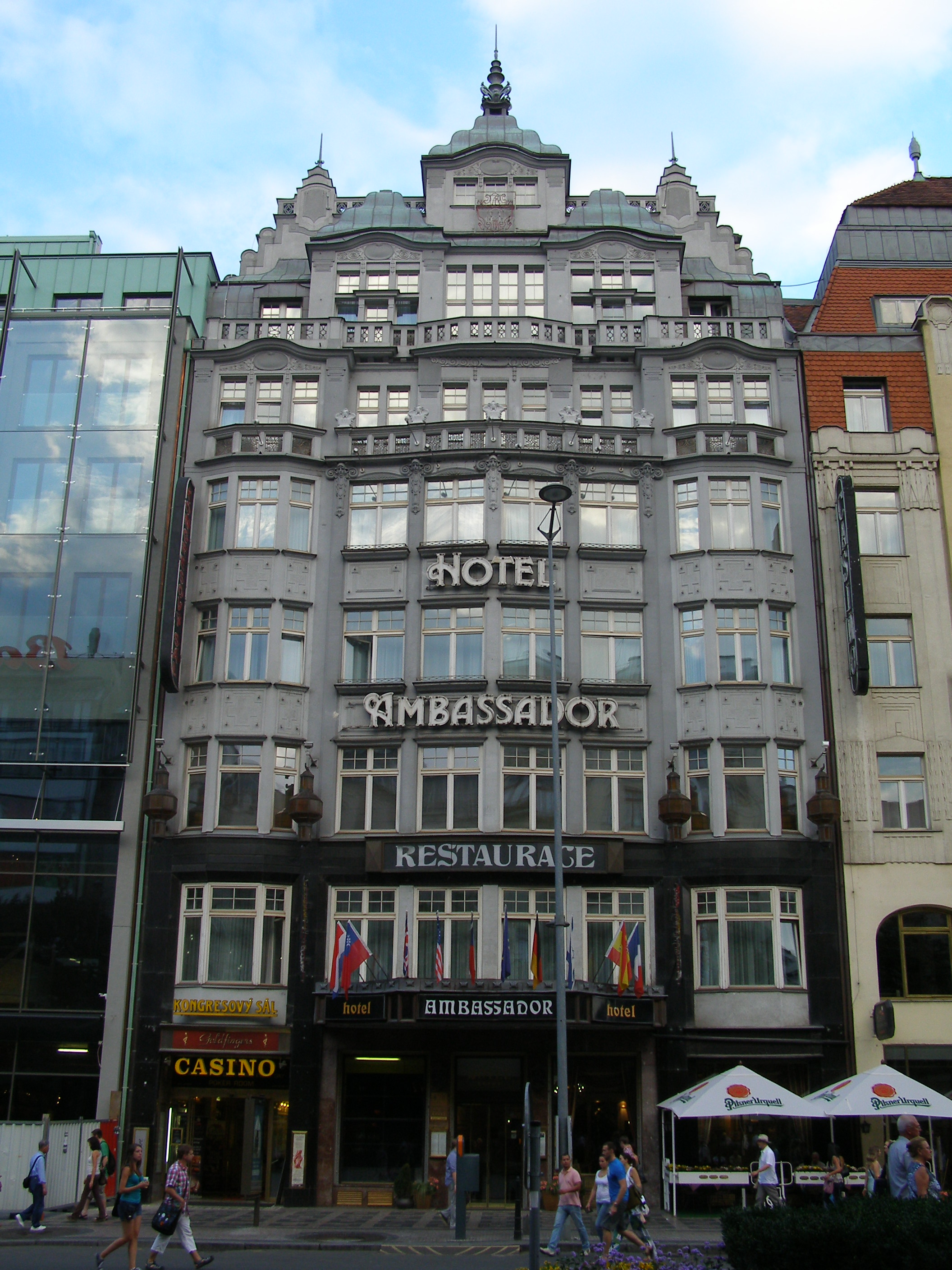
Hotel Ambassador (vlevo příchod pasáží k sálu Alhambra, stav 2012)

Divadlo Alhambra, též Kabaret Alhambra, varieté Alhambra bylo pražské divadlo a noční podnik s kabaretním programem.

## Umístění
Sál divadla se nachází ve druhém suterénu budovy dnešního hotelu. Původně se stavba, ve které je sál umístěn, nazývala Palác Passage. V roce 1924 byla sjednocena s dnešním hotelem Ambassador. Přístup pasáží v levé části budovy je společný s přístupem k bývalému kinu Pasáž. Před propojením Paláce Pasáž s hotelem byla adresa Václavské náměstí č. 11, nyní Václavské náměstí č. 5. Sál sloužil svému účelu i po přestavbě. V letech 1974 až 1981 zde proběhla rozsáhlá rekonstrukce.  

## Historie

### Rakousko-Uhersko a První republika
Divadlo Alhambra bylo otevřeno v roce 1913, znovuotevřeno v listopadu 1914, patřilo mezi luxusní pražské podniky, určené především cizincům. V jeho sále se jako v jednom z prvních tančily moderní tance. Vystupovali zde umělci jako Joe Jenčík či Theodor Pištěk.

#### Galerie

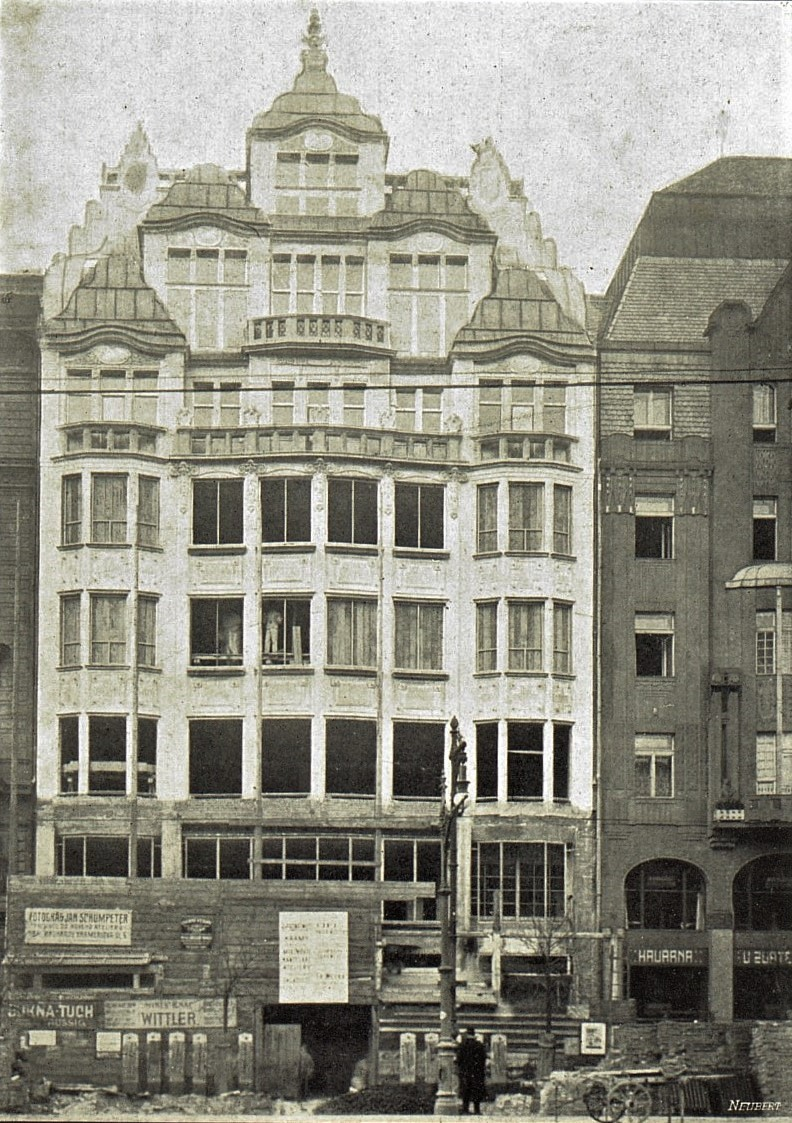
Hotel Ambassador Praha (novostavba, 1913)
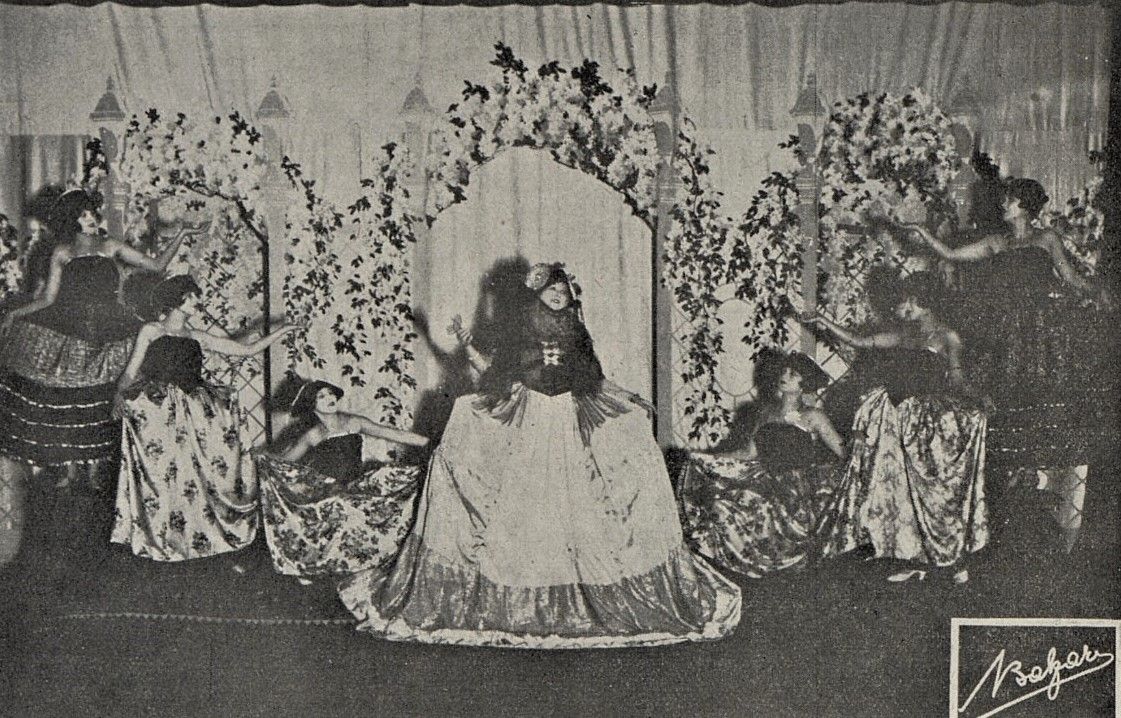
Divadlo Alhambra Praha, 1924
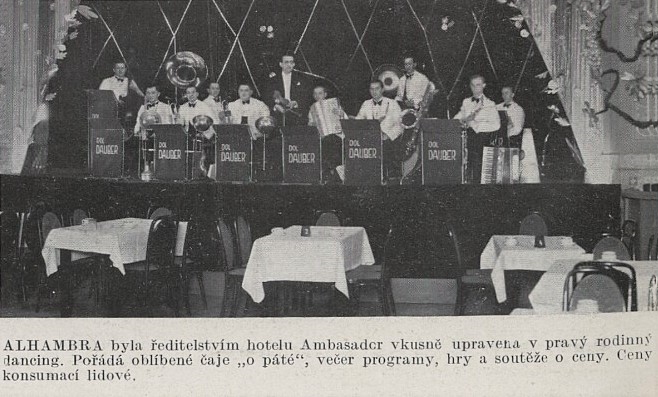
Čaje o páté 1933 (sál Alhambra, Praha)

### Protektorát
Od března 1941 do dubna 1942 hrálo v Alhambře Rozmarné divadlo divadelního podnikatele Jana Snížka pod názvem Nezávislé divadlo. Po Snížkově odchodu se v Nezávislém divadle osamostatnil činoherní soubor, který zde hrál až do uzavření českých divadel 1. září 1944.
V období 1941–1944 hrál v Alhambře činoherní soubor Nezávislé divadlo. V době Protektorátu zde našlo zaměstnání mnoho později významných herců.

### 1945–1990
V květnu 1945 odborová rada souboru přejmenovala divadlo na "Nový život", a toto se stalo ještě téhož roku součástí "Divadla kolektivní tvorby", které na konci sezóny 1945/1946 zaniklo. Divadlo Alhambra jako scéna absolventů konzervatoře působilo v roce 1948.
V 50. letech 20. století v sále vystupovalo Divadélko Alhambra, které mělo na repertoáru hudební komedie a revue.

#### Vrcholné období
V letech 1963–1968 zde hrál Černý tyátr Jiřího Středy. V této době (v roce 1954) zde také režisér Pavel Šmok uvedl taneční revue Pozor foto!. Divadelní noviny z roku 1964 oceňovaly, díky Šmokově režii, noční pořady v Alhambře „vysoko nad evropským průměrem“.
V šedesátých až osmdesátých letech vystupovala či jinak pracovala v Alhambře řada známých umělců jako Ctibor Turba, Ján Roháč, Vlasta Průchová, Pavel Liška (zpěvák), Jiří Krytinář, Lenka Filipová. Balet Alhambry byl zván do zábavných pořadů Československé televize, zúčastnil se natáčení filmu Kdyby tisíc klarinetů.

### Po roce 1990
Sál slouží jako striptýzový klub.

## Zajímavosti
- V Alhambře provozoval okolo roku 1914 čajovnu (druhá byla v paláci Lucerna) spisovatel a japanolog Joe Hloucha, spolu se svým bratrem Karlem.[2][12]
- Alhambru několikrát zmiňují Miloslav Šimek s Jiřím Grossmannem ve své povídce Jak jsme vdávali sestru.[13]